# Ablaberoides loangoana
Ablaberoides loangoana är en skalbaggsart som beskrevs av Brenske 1902. Ablaberoides loangoana ingår i släktet Ablaberoides och familjen Melolonthidae. Inga underarter finns listade i Catalogue of Life.